# Abigail Washburn
Abigail Washburn est une chanteuse et joueur de banjo américaine née le 10 novembre 1977. Elle est mariée au banjoïste Béla Fleck.

## Biographie
Abigail Washburn est née à Evanston, dans l'Illinois et a fréquenté le lycée à Washington, DC, où elle a passé une partie de son collège. Elle a fréquenté le lycée à Minnesota, puis au Colorado College, où elle a été la première à fréquenter le lycée. Études asiatiques majeure. Elle a appris le mandarin pendant les étés des programmes intensifs du Middlebury College, dans le Vermont. Elle a ensuite vécu quelque temps en Chine, où elle rêvait d'être avocate (après avoir visité ce pays en 1996). Après avoir vécu dans le Vermont pendant trois ans, Abigail Washburn est partie dans le sud des États-Unis avant de se rendre en Chine pour y devenir avocate. Elle s'est arrêtée au Centre Barre pour les études bouddhistes et a passé cinq jours à méditer. Après une expérience qui changea sa vie, Washburn laissa le Centre prête à poursuivre sa carrière musicale et se vit rapidement proposer un contrat d'enregistrement à Nashville, dans le Tennessee.

## Afterquake
Abigail Washburn s'associe au groupe Shanghai Restoration Project de Dave Liang en mars 2009 pour créer un projet musical intitulé Afterquake. Les bénéfices de l'album sorti le 12 mai 2009 alimentent le Sichuan Quake Relief, fonds d'aide aux victimes du tremblement de terre qui a eu lieu un an auparavant au Sichuan.